# Cargolux Italia
Cargolux Italia ist eine italienische Frachtfluggesellschaft mit Sitz in Vizzola Ticino und Basis auf dem Flughafen Mailand-Malpensa.

## Geschichte
Cargolux Italia wurde als Joint Venture zwischen der Italia Aerologistic S.r.l. (60 %) und Cargolux (40 %) im Dezember 2008 gegründet und nahm im Juni 2009 ihre Tätigkeit auf.

## Flugziele
Das Unternehmen betreibt derzeit Flüge von Mailand zu verschiedenen Zielen, darunter Hongkong, Osaka, Zhengzhou und Novosibirsk.

## Flotte
Mit Stand April 2025 besteht die Flotte der Cargolux Italia aus vier Flugzeugen mit einem Durchschnittsalter von 18,7 Jahren:
| Flugzeugtyp     | Anzahl | bestellt | Anmerkungen                   | Durchschnittsalter |
| --------------- | ------ | -------- | ----------------------------- | ------------------ |
| Boeing 747-400F | 4      |          | eine betrieben durch Cargolux | 18,7 Jahre         |
| Gesamt          | 4      | -        |                               | 18,7 Jahre         |